# Groupe de NGC 3445
Le groupe de NGC 3445 comprend au moins quatre galaxies situées dans la constellation de la Grande Ourse. La distance moyenne entre ce groupe et la Voie lactée est d'environ 30,3 Mpc (∼98,8 millions d'al). 

## Membres
Le tableau ci-dessous liste les quatre galaxies du groupe indiquées dans l'article de A.M. Garcia paru en 1993. Abraham Mahtessian mentionne aussi ce groupe dans un article parue en 1998, mais la galaxie MCG 10-16-24 n'y figure pas.
| Nom          | Class.  | Type                               | α (J2000.0)   | δ (J2000.0) | Vitesse radiale (km/s) | m    | Diamètre (Mpc) | Dimension (kal) |
| ------------ | ------- | ---------------------------------- | ------------- | ----------- | ---------------------- | ---- | -------------- | --------------- |
| NGC 3440     | SBb     | Spirale barrée                     | 10h 53m 49.5s | 87° 07′ 07″ | 1904 ± 3               | 13,2 | 30,5 ± 2,1     | 89              |
| NGC 3445     | SAB(s)m | Spirale intermédiaire magellanique | 10h 54m 35.5s | 56° 59′ 26″ | 2048 ± 1               | 12,6 | 32,6 ± 2,3     | 37              |
| NGC 3458     | SAB0?   | Lenticulaire                       | 10h 56m 01.5s | 57° 07′ 01″ | 1877 ± 5               | 12,3 | 30,1 ± 1,9     | 39              |
| MCG 10-16-24 | Sm      | Spirale magellanique               | 10h 54m 44.3s | 56° 58′ 58″ | 1738 ± 25              | ?    | 28,0 ± 2,0     | 14              |

Le site DeepskyLog permet de trouver aisément les constellations des galaxies mentionnées dans ce tableau ou si elles ne s'y trouvent pas, l'outil du site constellation permet de le faire à l'aide des coordonnées de la galaxie. Sauf indication contraire, les données proviennent du site NASA/IPAC.. 